# 2005 في الدنمارك
فيما يلي قوائم الأحداث التي وقعت خلال عام 2005 في الدنمارك.

## سياسة

### تعيين في المنصب
- 8 فبراير – هيلي تورنينج-شميت عضو فولكتنغ [الإنجليزية]‏.

## مواليد

### أكتوبر
- 15 أكتوبر – كريستيان أمير الدنمارك

## وفيات

### فبراير
- 17 فبراير – ينس مارتن كنودسن (مواليد 1930)